# Blažejovice
Blažejovice település Csehországban, a Benešovi járásban. Blažejovice Tomice, Dolní Kralovice, Snět, Děkanovice és Píšť településekkel határos. Lakosainak száma 101 fő (2024. január 1.).

## Népesség
A település lakosságának változását az alábbi diagram mutatja:
| Lakosok száma | 306  | 332  | 351  | 245  | 174  | 103  | 113  | 116  | 98   | 101  |
|               | 1869 | 1900 | 1921 | 1961 | 1980 | 2011 | 2016 | 2019 | 2021 | 2024 |